# Mariner 1
Mariner 1 là tàu vũ trụ đầu tiên trong chương trình Mariner liên hành tinh của NASA, mà theo kế hoạch sẽ thực hiện chuyến bay ngang qua (flyby) Sao Kim. Mariner 1 được Phòng thí nghiệm Sức đẩy Phản lực phát triển và thiết kế dựa trên tàu thăm dò Mặt Trăng Ranger. Vào mùa hè năm 1962, con tàu này được ra mắt. Mariner 1 theo kế hoạch sẽ thực hiện các đo đạc nhằm xác định nhiệt độ của Sao Kim cũng như đo từ trường và đo các hạt tích điện ở gần Sao Kim và ở không gian liên hành tinh.
Mariner 1 được phóng vào ngày 22 tháng 7 năm 1962 bằng tên lửa Atlas-Agena từ Cape Canaveral's Pad 12. Ngay sau khi cất cánh, lỗi liên lạc giữa tên lửa và hệ thống dẫn đường trên mặt đất đã khiến tên lửa chệch hướng và do đó khiến Mariner 1 không thể đi vào quỹ đạo.